# Congreso de las Comunidades Rusas
El Congreso de las Comunidades Rusas (en ruso: Конгресс русских общин, Kongress russkikh obschin, KRO) es una organización política rusa. 

## Historia
Fue creado en febrero de 1992, inicialmente para promover los derechos de los rusos étnicos que vivían en los países recién independizados de la ex Unión Soviética.
El KRO participó en varias elecciones a la Duma Estatal en la década de 1990. En las elecciones de la Duma de 1995, el grupo obtuvo el 4,3% de los votos, sin superar el umbral del 5% para obtener escaños, aunque los candidatos de la KRO ganaron una pequeña cantidad de escaños en circunscripciones uninominales. 
En 1996, Aleksandr Lebed utilizó al KRO como vehículo organizativo para su campaña a la presidencia. Lebed tuvo un éxito sorprendente; obtuvo el 15% del voto popular y luego se convirtió en gobernador del Krai de Krasnoyarsk.
En las elecciones de 1999 nuevamente no logró pasar el umbral del 5%, obteniendo apenas un 0,6%. En las elecciones presidenciales de 2000, el KRO respaldó a Vladímir Putin.
En las elecciones legislativas de 2003, el KRO se presentó dentro del partido Rodina, integrándose oficialmente a la formación al año siguiente. 
En 2006, el KRO fue revivido por el político nacionalista ruso Dmitri Rogozin tras la fusión de su hasta entonces partido Rodina con Rusia Justa. El nuevo partido expresó su apoyo al gobierno de Vladímir Putin.
En 2011, el Ministerio de Justicia registró oficialmente al Congreso de las Comunidades Rusas como partido político.
En 2012 el KRO participó en la refundación de Rodina, disolviéndose como partido político.